# Gorica (Puconci)
Gorica (Hongaars: Halmosfő, Duits: Goritz) is een plaats in Slovenië en maakt deel uit van de gemeente Puconci in de NUTS-3-regio Pomurska. De plaats telde 272 inwoners op 1 januari 2020.